# Dayao
Dayao  (лат.) — род мелких коротконадкрылых жуков из подсемейства ощупники (Pselaphinae, Staphylinidae). Китай. 2 вида.

## Распространение
Китай (Guangxi, Sichuan).

## Описание
Длина около 3 мм (2,81—2,99 мм), красновато-коричневого цвета. Голова и пронотум тонко пунктированные. Глаза выступающие, каждый примерно с 35 фасетками. Усики прикрепляются у переднего края головы; булава усиков 3-члениковая; скапус отчётливо длиннее педицелля. Ноги тонкие и длинные; бёдра утолщённые. Надкрылья шире своей длины: ширина (EW) — 1,05—1,10 мм, длина (EL) — 0,68—0,81 мм. В основании надкрылий по две ямки. Брюшко короткое (его длина явно меньше ширины).

## Систематика
Род Dayao включён в подтрибу жуков-ощупников Tyrina трибы Tyrini, где его сближают с группой родов Pselaphodes complex of genera. Включает 2 вида, первый из которых был описан в 2011 году (вместе с выделением рода), а второй впервые описан в 2013 году. По своим признакам род Dayao наиболее близок к родам Paralasinus Hlaváč & Nomura, 2001, Pselaphodes Westwood, 1870 и Lasinus. От близких родов отличается явно асимметричными II–IV антенномерами.
- Dayao emeiensis Yin & Li in Yin, Hlavac and Li, 2013 — Китай (Sichuan)[3]
- Dayao pengzhongi Yin, Li & Zhao, 2011 — Китай (Guangxi: Dayao Mountain)[1]

## Этимология
Название рода Dayao происходит от места обнаружения типового вида: Dayao Mountain.